# Plac Społeczny we Wrocławiu

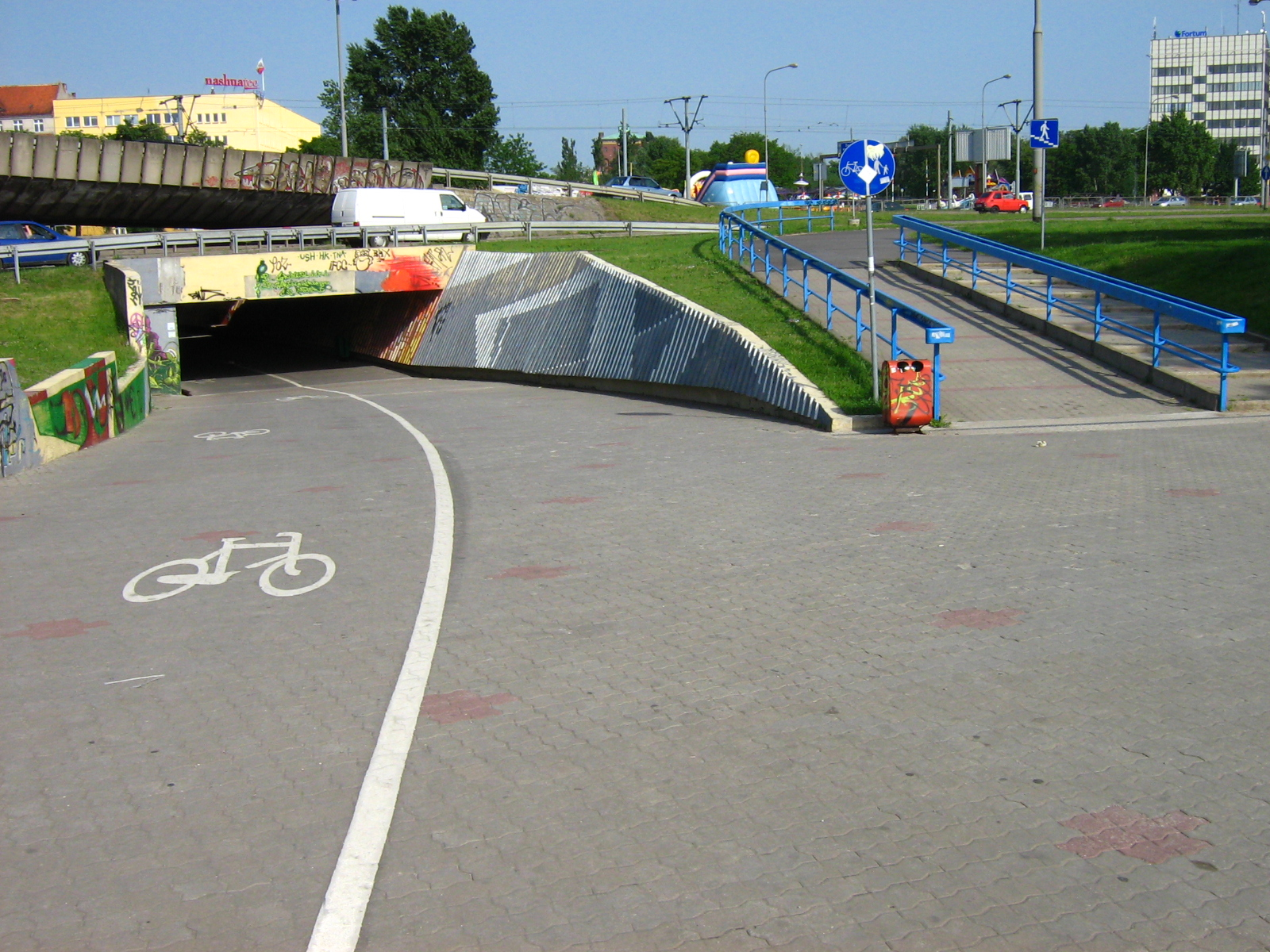
Przejście podziemne nr 3.

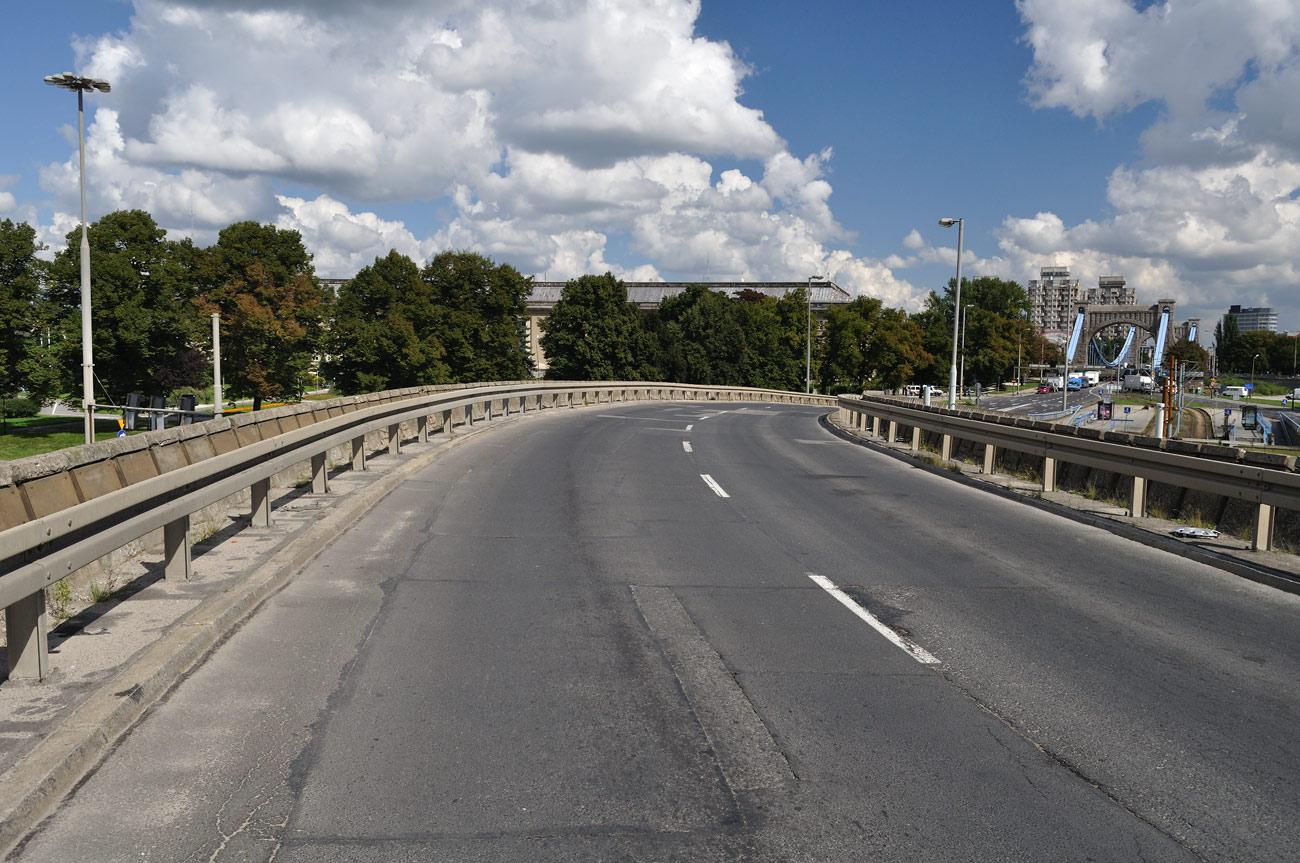
Estakada prowadząca z Mostu Grunwaldzkiego.

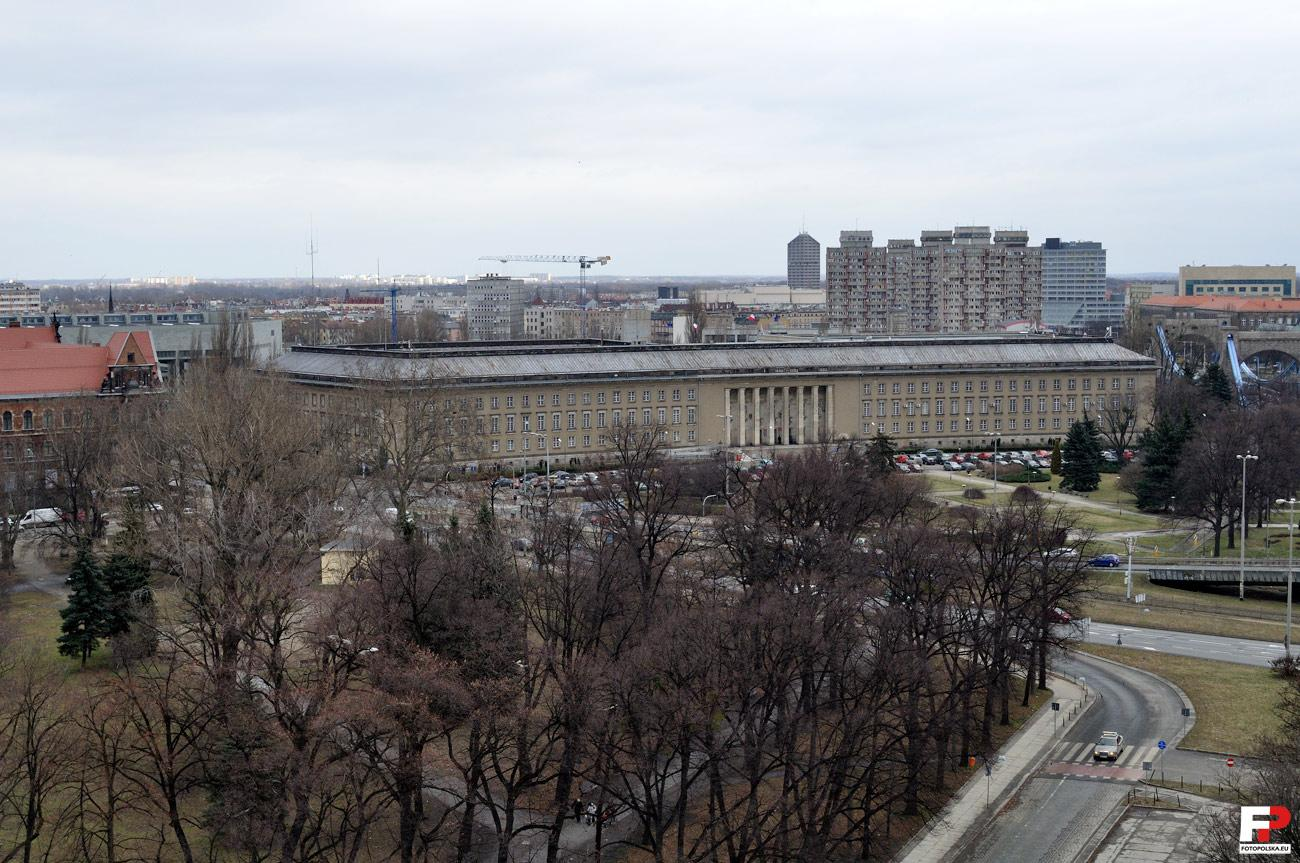
Dolnośląski Urząd Wojewódzki, po prawej Plac Społeczny.

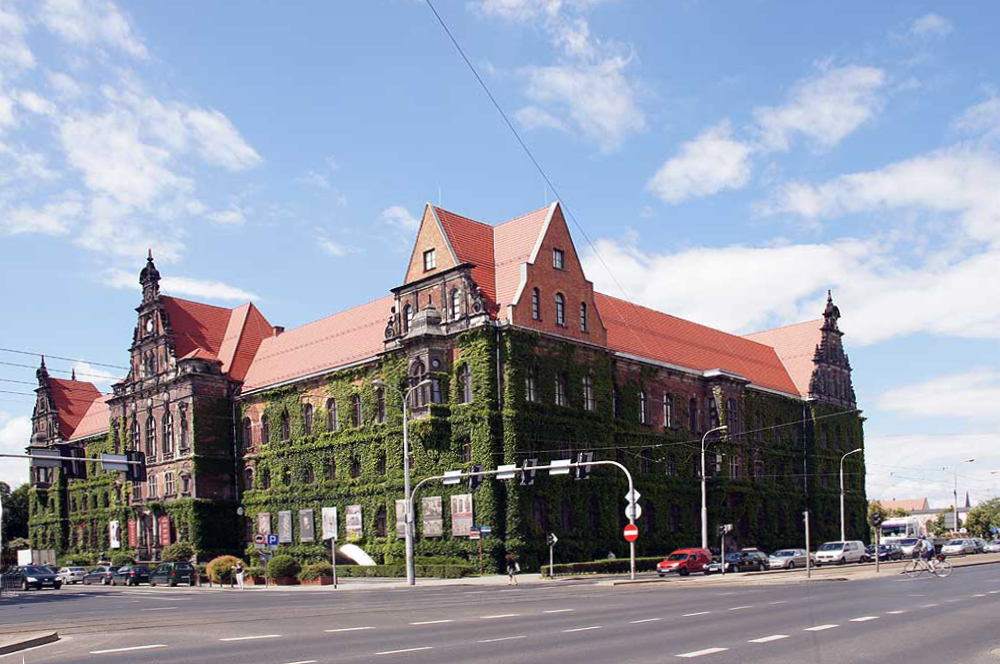
Muzeum Narodowe.

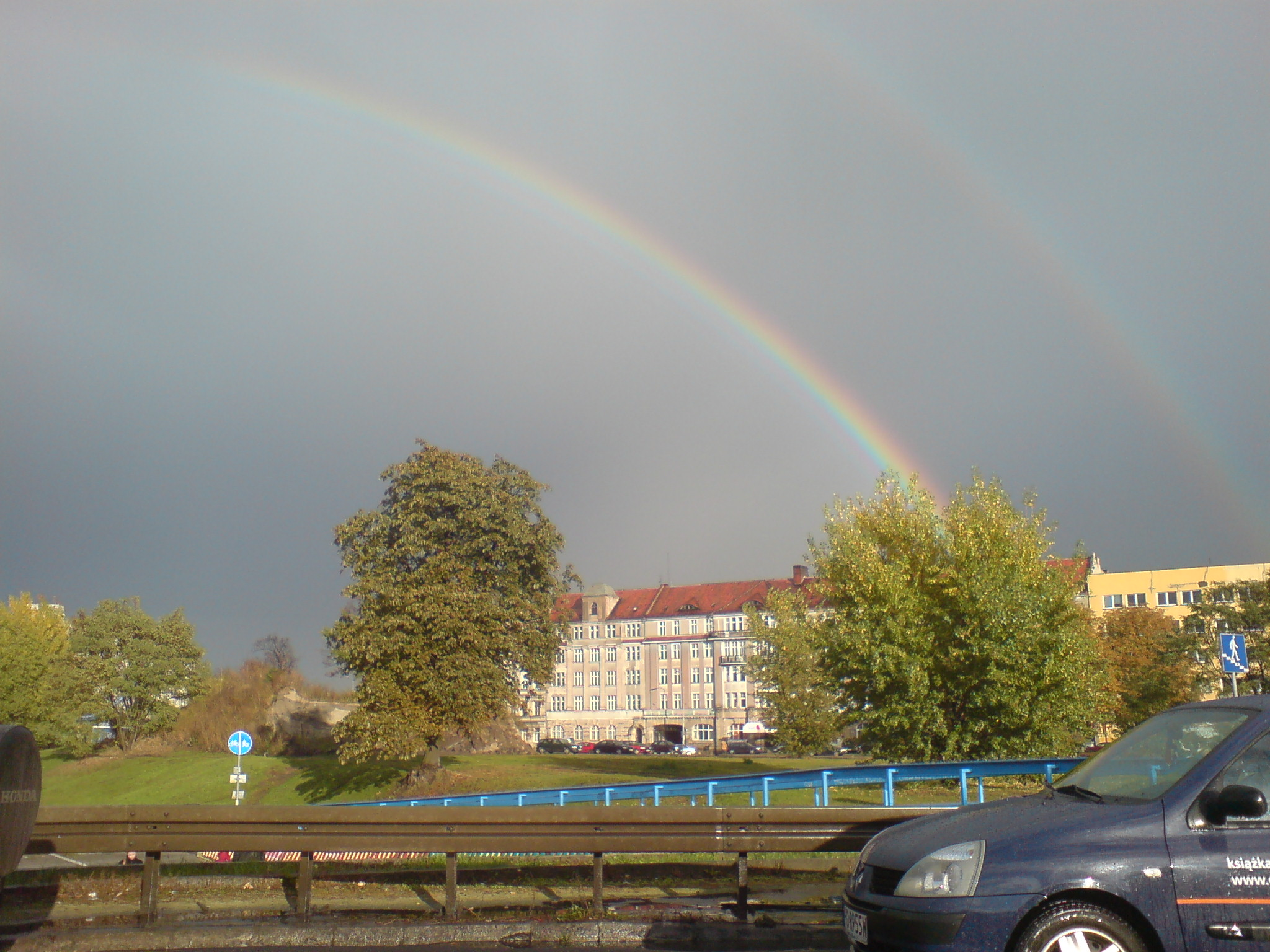
Zabudowa przy ul. Mazowieckiej.

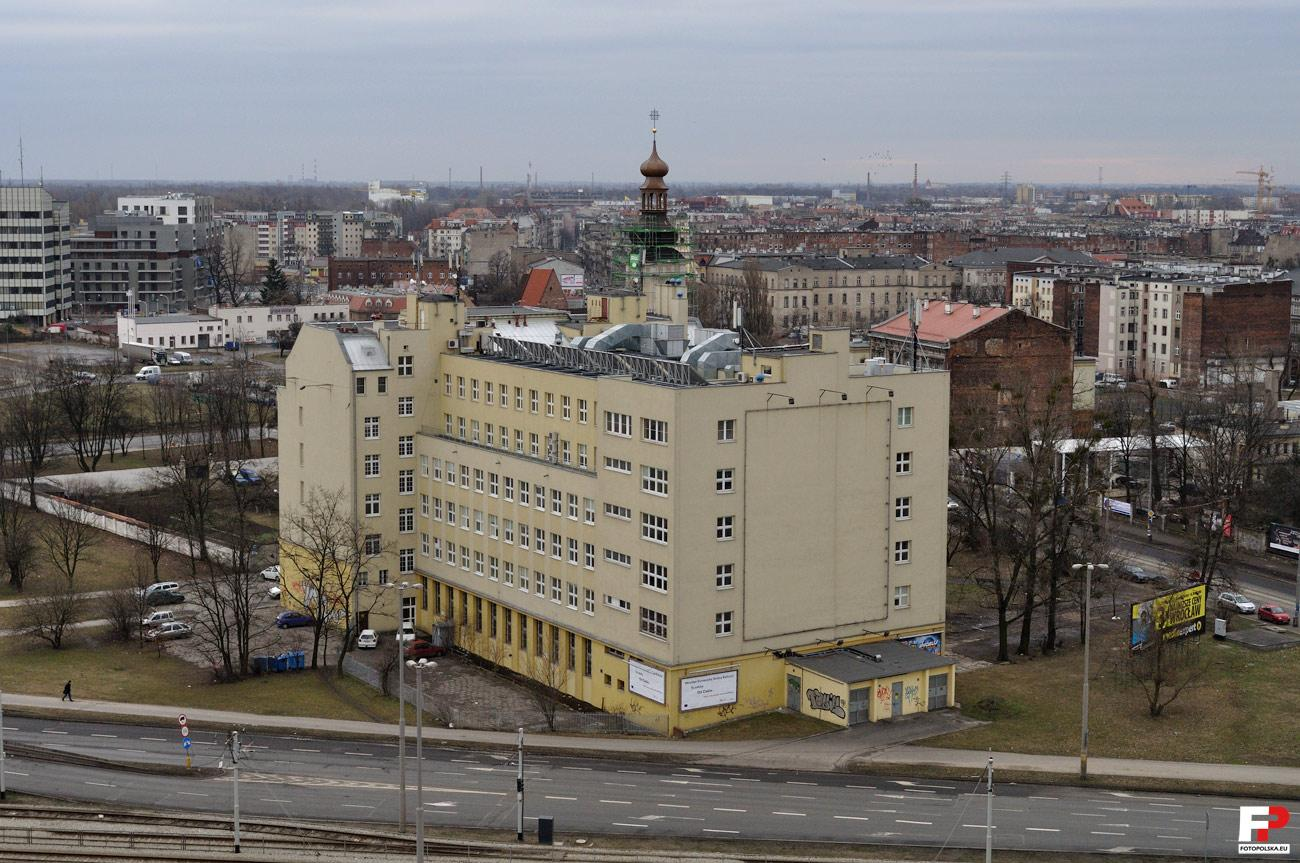
Kompleks budynków służby zdrowia przy ul. Dobrzyńskiej.

Plac Społeczny – plac we Wrocławiu położony w obrębie Starego Miasta. Współcześnie przebiega tędy między innymi droga krajowa nr 98, a wcześniej droga krajowa nr 8 i trasa europejska E67. Plac stanowi ważny węzeł komunikacyjny, w ramach którego zbudowano obiekty inżynieryjne takie jak estakady drogowe i przejścia podziemne dla pieszych.

## Historia
Obszar obecnego placu zabudowany był budynkami mieszkalnymi z początku XX wieku. Powstanie w tym miejscu placu wiąże się z powojennym wyburzeniem tej zabudowy przeprowadzonej w latach 70. XX wieku zniszczonej w znacznym stopniu podczas walk pod koniec II wojny światowej w czasie oblężenia miasta w 1945 roku.
Przed jego zagospodarowaniem przeprowadzono dwa konkursy SARP. Pierwszy konkurs przeprowadzony został w 1964 roku i obejmował projekt zabudowy usługowej terenu obecnego placu, natomiast drugi z konkursów przeprowadzony w 1969 roku obejmował projekt takiej zabudowy łącznie dla placu Społecznego i Dominikańskiego. Projektów tych nie zrealizowano.
W latach 80. XX wieku plac został zagospodarowany na węzeł komunikacyjny. Zabudowany został skrzyżowaniem dróg, w tym drogi krajowej nr 8 (według ówczesnego przebiegu) i ulicy biegnącej od trasy W-Z. Skrzyżowanie miało stanowić istotny element niezrealizowanej trasy północ – południe. Obejmuje ono jedną (do 2019 roku dwie) estakadę nad skrzyżowaniem oraz system przejść podziemnych dla pieszych. Współcześnie miejscowy plan zagospodarowania przestrzennego przewiduje lokalizację w tym obszarze zabudowy śródmiejskiej, co wymaga wyburzenia posadowionych tu budowli  .

## Układ komunikacyjny
Do placu Społecznego przypisane są ulice o długości 546 m, którymi przebiega droga krajowa nr 98, od Mostu Grunwaldzkiego do placu Walerego Wróblewskiego. Ponadto zlokalizowana jest tu estakada wschodnia (zachodnia została wyburzona) o długości 226 m. W ramach budowy węzła komunikacyjnego wykonano także przejścia podziemne nr 2, 3 i 4, stanowiące jeden ciąg komunikacyjny pieszo-rowerowy (przejścia podziemnego nr 1 pod jezdniami w kierunku Mostu Pokoju w ramach oszczędności nie zrealizowano). Cały wyżej opisany węzeł komunikacyjny należy do kategorii dróg krajowych.
Z placu społecznego wybiegają ulice w kierunku:
- Trasy W-Z i z ulicy Zygmunta Krasińskiego[12]
- Ulicy Kardynała Wyszyńskiego[13] przez Plac Powstańców Warszawy[14] i Most Pokoju[13]
- Placu Grunwaldzkiego przez Most Grunwaldzki[15][16]
- Ulic: gen. Romualda Traugutta i gen. Kazimierza Pułaskiego przez plac gen. Walerego Wróblewskiego[2][3][17].
- Przez plac przebiegają torowiska tramwajowe biegnące we wszystkich wyżej wymienionych kierunkach[18][19].

## Obiekty inżynieryjne
Plac Społeczny stanowi węzeł komunikacyjny, na który składa się skrzyżowanie dróg, którymi przebiegają także torowiska tramwajowe, z sygnalizacją świetlną, oraz obiekty inżynieryjne służące do bezkolizyjnego przeprowadzenia ruchu na wybranych kierunkach . Są to:
- Estakada drogowa wschodnia: umożliwia bezkolizyjny skręt w lewo na skrzyżowaniu z kierunku Mostu Grunwaldzkiego w kierunku placu Walerego Wróblewskiego; jej długość wynosi 226 m, natomiast szerokość 10,6 m[7][18]. Położona jest 5,38 m nad przebiegającą pod nią jezdnią w jej osi[21]. Konstrukcję zbudowano w technologii monolitycznej, żelbetowej, w oparciu o cztery przęsła. Na jej koronie poprowadzona została dwupasmowa jezdnia o nawierzchni z masy bitumicznej. Estakada zbudowana została w 1988 roku[18]. Docelowo według miejskiego planu zagospodarowania przestrzennego z 2010 roku obie estakady mają zostać wyburzone[6].
- Estakada drogowa zachodnia: umożliwiała bezkolizyjny skręt w lewo na skrzyżowaniu z kierunku Trasy W-Z i ulicy Zygmunta Krasińskiego w kierunku Mostu Pokoju; jej parametry i konstrukcja były identyczne jak estakady wschodniej[8][19]. Położona była 4,89 m nad przebiegającą pod nią jezdnią w jej osi[22]. Estakadę zbudowano w 1986 roku[19], w 2019 roku uległa likwidacji[6].
- Przejście podziemne nr 2: długości 51 m i szerokości 16 m; nawierzchnia z płyt betonowych, konstrukcja z płyt żelbetowych[23][24].
- Przejście podziemne nr 3: długości 58 m i szerokości 7 m; nawierzchnia z płyt betonowych, konstrukcja z płyt żelbetowych[25][26].
- Przejście podziemne nr 4: długości 59 m[27] (58,85 m[28]) i szerokości 6,3 m; nawierzchnia z płyt betonowych, konstrukcja z płyt żelbetowych[27][28].

## Układ urbanistyczny
Współcześnie Plac Społeczny tworzy jedną otwartą przestrzeń łącznie z Placem Powstańców Warszawy i Placem Walerego Wróblewskiego. Na północ od placu położone są: Park Juliusza Słowackiego, i za Placem Powstańców Warszawy, gmachy: Muzeum Narodowego i dawnej Nowej Rejencji, obecnie Dolnośląski Urząd Wojewódzki, za którymi przepływa rzeka Odra, jej ramię główne. Na wschodzie znajduje się kompleks zabudowy obejmujący zachowane kamienice przy ul. Mazowieckiej i Wybrzeżu Słowackiego uzupełnione o powojenną zabudowę biurową, dalej znajduje się ujście Oławy do Odry. Na południu leży plac Walerego Wróblewskiego, kościół św. Maurycego oraz kompleks budynków służby zdrowia przy ul. Dobrzyńskiej. Natomiast na zachodzie znajduje się budynek dawnej poczty czekowej, z wieżą o wysokości 43 m, przy ulicy Zygmunta Krasińskiego 1-9.
Według różnych koncepcji, w tym Rady Miasta Wrocławia, zawartych między innymi w miejscowym planie zagospodarowania przestrzennego z 2010 r. obecny układ ulic, zabudowy i zagospodarowania terenów obszaru Placu Społecznego, a także Placu Walerego Wróblewskiego oraz Placu Powstańców Warszawy mają ulec radykalnej zmianie. Plany obejmują między innymi zabudowę mieszkalno-usługową i usługową dla niezabudowanych obecnie terenów  oraz przebudowę układu ulic , w tym wybudowanie ulic głównych jako ulice podziemne .